# 马达加斯加社会民主党
马达加斯加社会民主党（法語：Parti Social Démocrate de Madagascar，缩写为PSD）是马达加斯加的一个社会民主主义政党。
1956年，该党在马哈赞加区成立，初名马达加斯加和科摩罗社会民主党，后改现名；创始人是时任法国国民议会议员菲利贝尔·齐拉纳纳。齐拉纳纳曾加入工人国际法国支部的议会党团，并在工人国际法国支部领导的法国政府的支持下建立马达加斯加和科摩罗社会民主党。在1958年马尔加什宪法公投中，该党主张与法国继续保持联系。1959年，齐拉纳纳当选为马尔加什共和国首任总统，该党成为执政党。1960年，马尔加什从法国独立。齐拉纳纳执政期间，推行“马尔加什社会主义”政策。1972年，齐拉纳纳被迫辞职，该党失去执政权。